# Lake Liapootah
Lake Liapootah är en sjö i Australien. Den ligger i delstaten Tasmanien, i den sydöstra delen av landet, omkring 95 kilometer nordväst om delstatshuvudstaden Hobart. Lake Liapootah ligger 456 meter över havet.
I omgivningarna runt Lake Liapootah växer i huvudsak städsegrön lövskog. Trakten runt Lake Liapootah är nära nog obefolkad, med mindre än två invånare per kvadratkilometer. Genomsnittlig årsnederbörd är 1 078 millimeter. Den regnigaste månaden är september, med i genomsnitt 130 mm nederbörd, och den torraste är februari, med 46 mm nederbörd.